# Uffa Jensen
Uffa Jensen (* 1969 in Husby, Kreis Flensburg-Land) ist ein deutscher Historiker. Er ist stellvertretender Direktor des Zentrum für Antisemitismusforschung der Technischen Universität Berlin an dem er Inhaber einer Heisenberg-Professur der Deutschen Forschungsgemeinschaft ist. Seit Mai 2024 ist er zusätzlich Antisemitismusbeauftragter der TU Berlin.

## Leben
Uffa Jensen hat Geschichte und Philosophie in Kiel, Jerusalem, an der Technischen Universität Berlin und der Columbia University in New York studiert. 2003 wurde er an der TU Berlin bei Reinhard Rürup und Werner Bergmann promoviert. Seine Dissertation zum Verhältnis von bürgerlichen Juden und Protestanten im 19. Jahrhundert wurde „summa cum laude“ bewertet und erschien 2005 unter dem Titel „Gebildete Doppelgänger. Bürgerliche Juden und Protestanten im 19. Jahrhundert“.
2003 war Jensen als wissenschaftlicher Mitarbeiter an der Georg-August-Universität Göttingen am Lehrstuhl von Bernd Weisbrod tätig, um dann von 2003 bis 2007 als DAAD-Fachlektor an der University of Sussex in Großbritannien zu lehren und zu forschen. Anschließend kehrte er 2008–2010 an die Universität Göttingen zurück und arbeitete dort als Postdoktorand am Graduiertenkolleg „Generationengeschichte“. In dieser Zeit publizierte er zur deutsch-jüdischen Geschichte, zur Geschichte des Antisemitismus und der Generationengeschichte. 2010–2017 forschte er als wissenschaftlicher Mitarbeiter im Fachbereich „Geschichte der Gefühle“, den Ute Frevert am Berliner Max-Planck-Institut für Bildungsforschung leitet. Dort verfasste er insbesondere eine Habilitationsschrift zur transnationalen Geschichte der Psychoanalyse in Berlin, London und Kalkutta, mit der er Ende 2016 an der Freien Universität Berlin habilitiert wurde.
2018 erhielt er eine Heisenberg-Forschungsprofessur der Deutschen Forschungsgemeinschaft am Zentrum für Antisemitismusforschung der Technischen Universität Berlin. Dort leitet er zudem die Aktivitäten des Arthur Langerman Archivs für die Erforschung des visuellen Antisemitismus und ist Mitglied im Kuratorium der Arthur Langerman Foundation. Im Mai 2024 wurde er zum Antisemitismusbeauftragten der TU Berlin ernannt.

## Positionen
Regelmäßig nimmt Jensen zu aktuellen politischen Fragen Stellung, so etwa in Aus Politik und Zeitgeschichte, der Zeit, der linken junge Welt oder dem Tagesspiegel. Sein Buch Ein antisemitischer Doppelmord. Die vergessene Geschichte des Rechtsterrorismus erfuhr viel Zuspruch, aber auch, am 21. November 2022, im deutsch-jüdischen Nachrichtenmagazin hagalil.com, Kritik, etwa durch den Erziehungswissenschaftler Christian Niemeyer, der einerseits lobte: „Richtig und wichtig bleibt [...] die nun eben auch von Jensen verfochtene Subsumtion von Verharmlosungen des Oktober 1980 bis in die Gegenwart unter dem Term ,Staatsversagen‘“ – der aber im Blick auf dieses bis dato recht gut erforschte Themenfeld zu bedenken gab, ob Jensens Danksagung an Lektorat wie Berater am Ende „durchaus als Schimpftirade gelesen werden könnte.“
Jensen gehört zu den Erstunterzeichnern der im März 2021 veröffentlichten Jerusalemer Erklärung zum Antisemitismus, die für eine Neudefinition des Antisemitismus plädiert und die IHRA-Definition ablehnt. Später erklärte er, ihm leuchte nicht ein, dass die IHRA Antisemitismus als eine Wahrnehmung definiert.
Der Zentralrat der Juden kritisierte seine Ernennung zum Antisemitismusbeauftragten der TU Berlin, da Jensen die IHRA-Definition ablehne. Auch die Jüdische Studierendenunion Deutschland kritisierte Jensen: Er verharmlose die BDS-Bewegung, relativiere die Parole From the River to the Sea und benenne die nach dem Terrorangriff der Hamas wachsende Gefahr des muslimischen Antisemitismus nicht als solche. Jensen selbst erklärte dazu, man zitiere ihn unvollständig: Er habe in einem Interview zwar gesagt, dass die Parole „From the River to the Sea“ auch eine Ein-Staat-Lösung meinen könne, was nicht antisemitisch sei, doch hinzugefügt, er glaube, „dass dieser Schlachtruf nur selten so benutzt wird“. Der Vorwurf schließlich, er würde Hamas-Sympathisanten unterstützen, sei „Quatsch“. Auch das Studierendenparlament der TU Berlin legte dem TU-Präsidium nahe, über eine Neubesetzung der Stelle des Antisemitismusbeauftragten nachzudenken.

## Schriften (Auswahl)

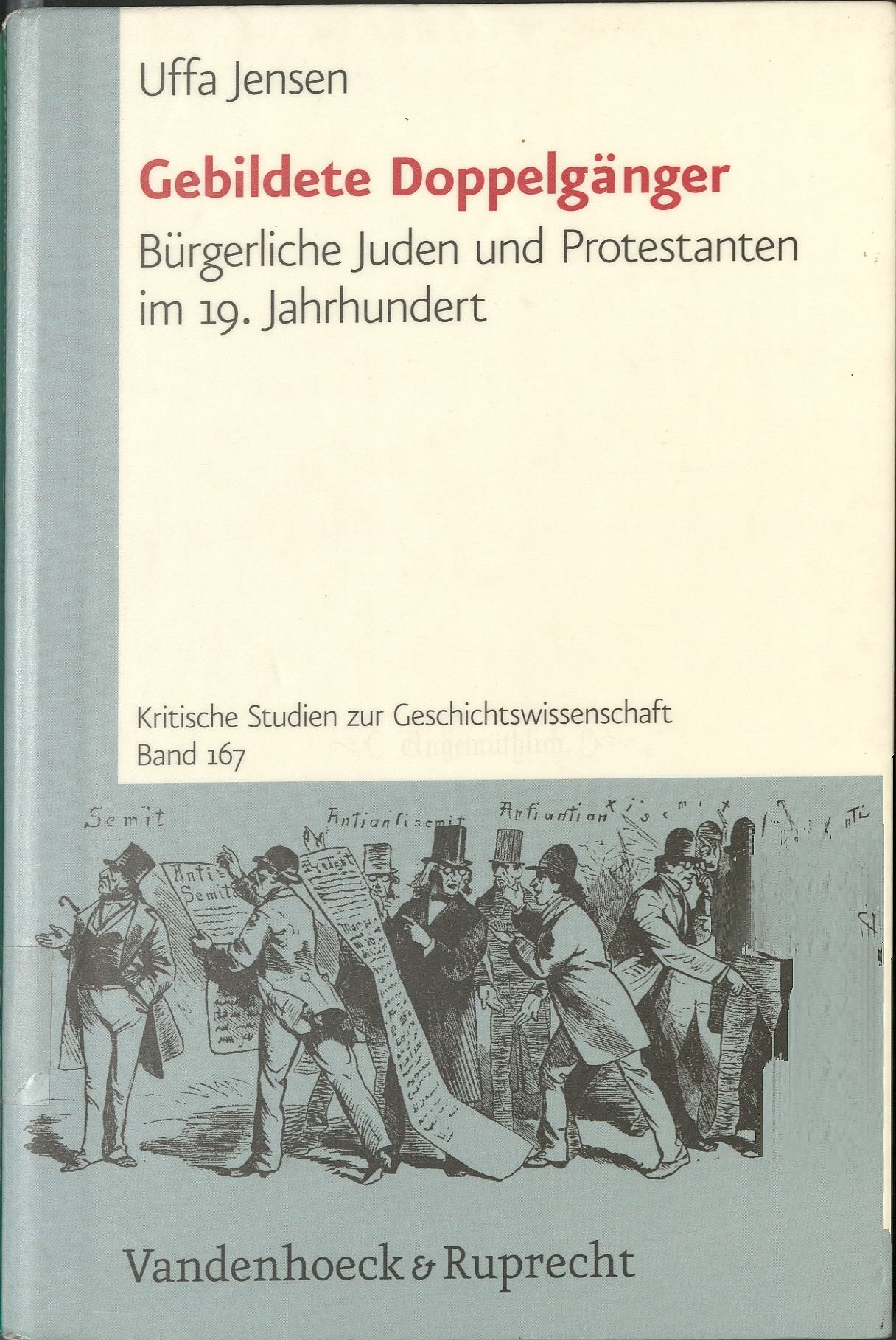
Ungemüthlich, aus Kladderadatsch, 28. November 1880

- Gebildete Doppelgänger. Bürgerliche Juden und Protestanten im 19. Jahrhundert (= Kritische Studien zur Geschichtswissenschaft. Band 167). Vandenhoeck & Ruprecht, Göttingen 2005, ISBN 3-525-35148-8 (zugleich: Dissertation, TU Berlin 2003).
- als Herausgeber mit Alexander C. T. Geppert und Jörn Weinhold: Ortsgespräche. Raum und Kommunikation im 19. und 20. Jahrhundert (= Zeit, Sinn, Kultur). Transcript Verlag, Bielefeld 2005, ISBN 3-89942-312-7.
- als Herausgeber mit Daniel Morat: Rationalisierungen des Gefühls. Zum Verhältnis von Wissenschaft und Emotionalität 1880–1930. Fink/Schöningh, München/Paderborn 2008, ISBN 978-3-7705-4679-4.
- als Herausgeber mit Habbo Knoch, Daniel Morat und Miriam Rürup: Gewalt und Gesellschaft. Klassiker modernen Denkens neu gelesen. Bernd Weisbrod zum 65. Geburtstag. Wallstein, Göttingen 2011, ISBN 3-8353-0901-3.
- als Herausgeber mit Maik Tändler: Das Selbst zwischen Anpassung und Befreiung. Psychowissen und Politik im 20. Jahrhundert (= Veröffentlichungen des Zeitgeschichtlichen Arbeitskreises Niedersachsen. Band 27). Wallstein, Göttingen 2012, ISBN 3-8353-0964-1.
- als Herausgeber mit Hartmut Berghoff, Christina Lubinski und Bernd Weisbrod: History by Generations. Generational Dynamics in Modern History (= Göttinger Studien zur Generationsforschung. Veröffentlichungen des DFG-Graduiertenkollegs „Generationengeschichte“. Band 11). Wallstein, Göttingen 2013, ISBN 978-3-8353-1162-6.
- Politik und Recht (= Perspektiven deutsch-jüdischer Geschichte). Schöningh, Paderborn 2014, ISBN 978-3-506-77786-7.
- Zornpolitik (= Edition Suhrkamp. Band 2720). Suhrkamp, Berlin 2017, ISBN 978-3-518-12720-9.
- Wie die Couch nach Kalkutta kam. Eine Globalgeschichte der frühen Psychoanalyse. Suhrkamp, Berlin 2019, ISBN 3-518-42865-9 (zugleich: Habilitationsschrift, FU Berlin 2016).
- Ein antisemitischer Doppelmord. Die vergessene Geschichte des Rechtsterrorismus in der Bundesrepublik. Suhrkamp, Berlin 2022, ISBN 978-3-518-43002-6. (über die Ermordung von Shlomo Lewin und seiner Lebensgefährtin Frida Poeschke)